# رماده
رماده (به عربی: رمادة) یک منطقهٔ مسکونی در تونس است که در استان تطاوین واقع شده‌است. رماده ۶٬۳۱۵ نفر جمعیت دارد.